# August Broos
Augustinus Ludovicus (August) Broos, (Schaffen, 9 november 1894 - 27 oktober 1954) was een Belgische atleet, die zich had toegelegd op de lange afstand en het veldlopen. Hij nam tweemaal deel aan de Olympische Spelen en veroverde twee Belgische titels.

## Biografie
Korporaal Broos veroverde in 1919 zilver op het veldlopen op de 1e Intergeallieerde Spelen in Parijs. In 1920 veroverde hij zijn eerste Belgische titel in het veldlopen. Hij won dat jaar Aalst-Gent, een wedstrijd over 32 km en tevens de voorbereidingswedstrijd voor de marathon op de Olympische Spelen in Antwerpen. Daar greep hij met een vierde plaats net naast de eerste Belgische olympische atletiekmedaille.
In 1921 kwam Broos op het Belgisch kampioenschap veldlopen samen met zijn clubgenoot Marcel Alavoine als eerste over de streep. De titel werd echter alleen aan Alavoine toegekend. In 1922 veroverde hij een tweede titel in het veldlopen.
In 1924 werd Broos geselecteerd voor de Olympische Spelen in Parijs, waar hij twintigste werd op de marathon.

### Clubs
Broos was aangesloten bij Union Atletiek Brussel, daarna bij Union Sint-Gillis. In 1947 stond hij mee aan de wieg van Diesterse Atletiek Klub.

## Belgische kampioenschappen
| Onderdeel | Jaar       |
| --------- | ---------- |
| veldlopen | 1920, 1922 |

## Persoonlijk record
| Onderdeel | Prestatie | Datum            | Plaats    |
| --------- | --------- | ---------------- | --------- |
| marathon  | 2:39.25   | 22 augustus 1920 | Antwerpen |

## Palmares

### 5000 m
- 1919:  BK AC

### marathon
- 1920: 4e OS in Antwerpen – 2:39.25
- 1924: 20e OS in Parijs – 3:14.03

### veldlopen
- 1919:  Intergeallieerde Spelen in Parijs
- 1920:  BK AC
- 1921:  BK AC
- 1922:  BK AC

- Bibliothèque nationale de France: cb16535587z (data)
- International Standard Name Identifier: 0000 0004 5097 468X
- Virtual International Authority File: 316737670